# Kalvarienberg Heiligenkreuz

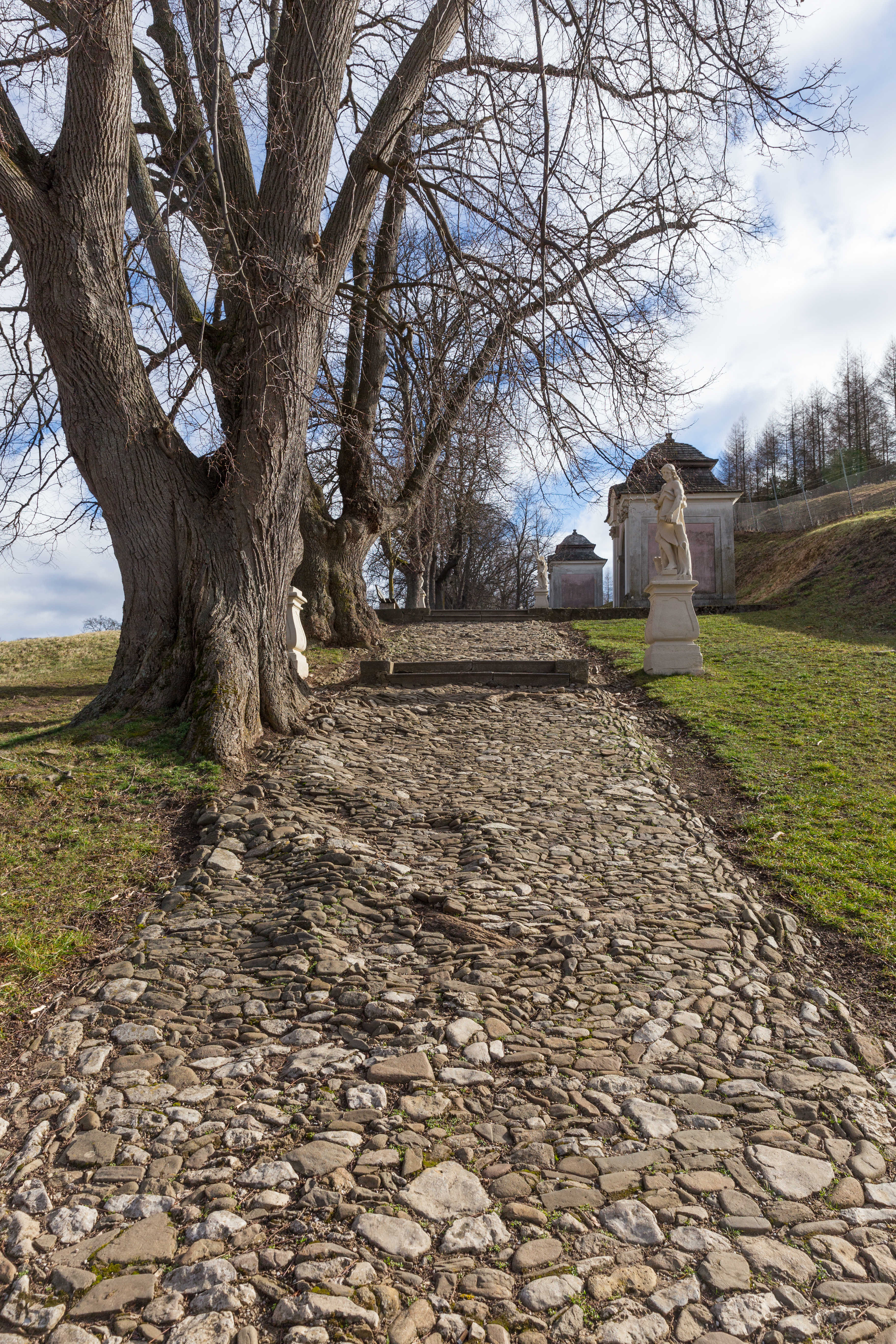
Kalvarienberg in Heiligenkreuz

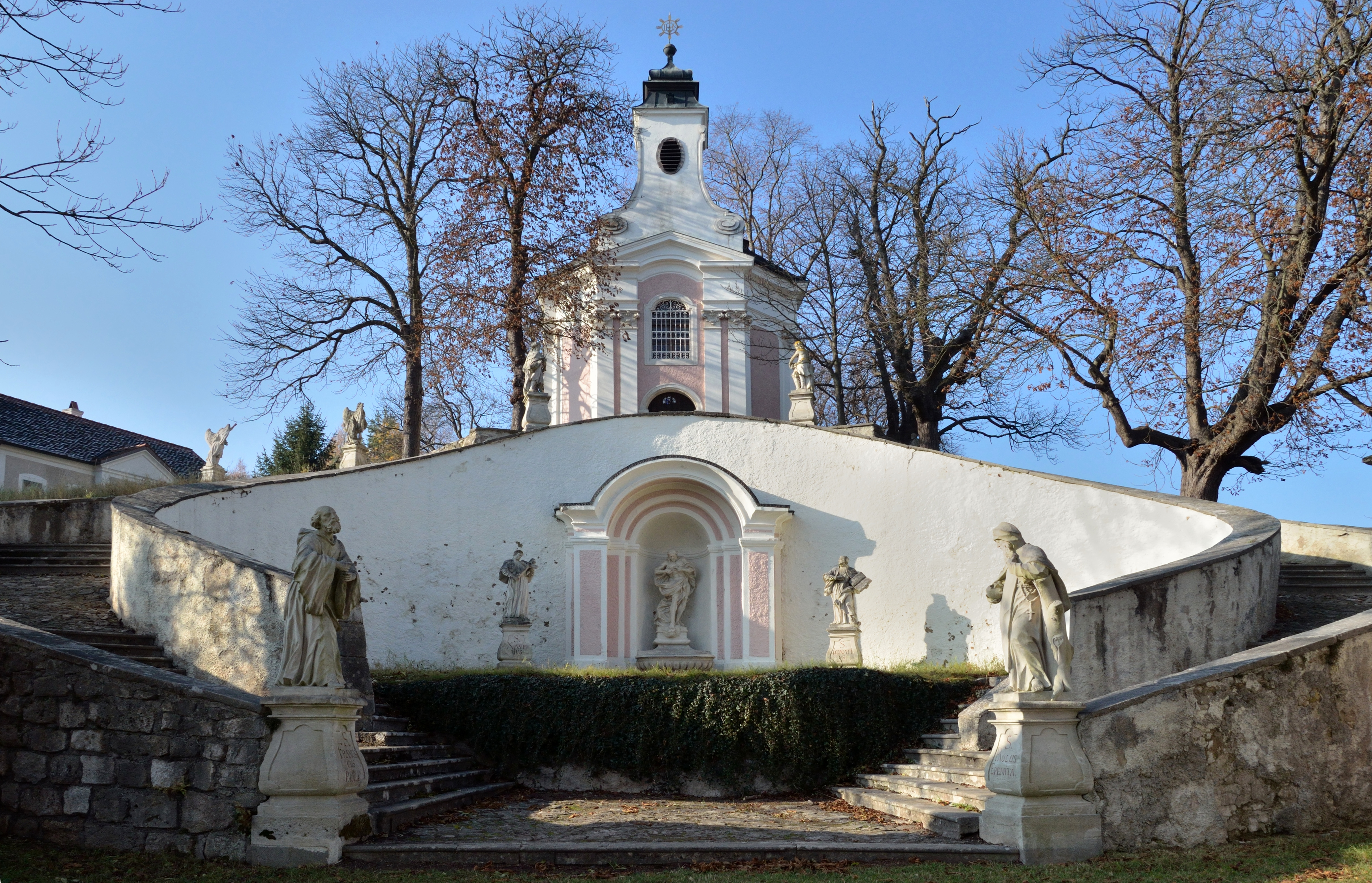
Hauptkapelle mit vorgelagerter Hufeisentreppe

Der Kalvarienberg Heiligenkreuz steht erhöht gelegen und alleeartig aufsteigend nordöstlich vom Stift Heiligenkreuz in der Gemeinde Heiligenkreuz im Bezirk Baden in Niederösterreich. Der Kalvarienberg steht unter Denkmalschutz (Listeneintrag).

## Kalvarienberg
Der Kalvarienberg wurde ab 1731 unter der künstlerischen Leitung von Giovanni Giuliani (1664–1744) angelegt und nach dessen Tod unter dem Bildhauer Lukas Troger vollendet. Der Kalvarienberg wurde von 1988 bis 1993 restauriert. Es gibt 37 Statuen, 36 schuf der Bildhauer Josef Schnitzer. Die Figur des Auferstandenen bei der Hauptkapelle ist ein Werk des Bildhauers Giovanni Giuliani, die Figur wurde 1974 durch eine Kopie ersetzt.
Der großzügig angelegte Kalvarienberg endet mit einer Hauptkapelle bei der 12. Station. Der Zugang erfolgt im Westen beim sogenannten Wiener Tor über eine Treppe, flankiert von Futtermauern mit leeren Rundbogennischen, darüber je eine Engelstatue auf einem Sockel mit einer Inschriftskartusche. Gegenüber der Treppe steht eine von 1747 bis 1748 erbaute Intentionskapelle, daneben die Statue Moses von Josef Schnitzer.
Die Stationskapellen entstanden nach den Plänen des Architekten Franz Anton Pilgram und beinhalten polychromierte bzw. vielfarbig gefasste Kreuzwegreliefs von Lukas Troger, die Kuppelfresken mit Engeln mit Leidenswerkzeugen schuf der Maler Matthias Gusner. Die kleinen rechteckigen Kapellen haben pilastergerahmte Rundbogenöffnungen unter vorgeknickten Mansardzeltdächern mit aufgegiebelten Traufen und Kartuschen in den Giebelfeldern.
22 Statuen sind paarweise zwischen den Kapellen eingestellt, sie zeigen die Heiligen Anna, Joachim, Elisabeth, Zacharias, Joseph, Johannes der Täufer, Paulus, Petrus, Laurentius, Stephanus, Gotthardus, Augustinus, Barbara, Katharina, Scholastika, Benedikt, Lutgardis, Bernhardus, Dominicus, Robertus, Theresia, Franziskus Seraphicus. Als Überleitung zur Hauptkapelle stehen die Statuen der Heiligen Erzengel Michael, Schutzengel, Antonius von Padua, Judas Thaddäus auf einem kleinen Platz.

## Hauptkapelle
Die von 1747 bis 1748 errichtete Hauptkapelle wurde dem Architekten Franz Anton Pilgram zugeschrieben. Sie wurde 1885 teils abgetragen und durch den Architekten Dominik Avanzo originalgetreu wiederhergestellt.
Der achteckige Zentralbau unter einem Mansarddach hat eine östliche Schaufassade mit Doppelpilastern mit einem schlanken Turmaufsatz unter einem Mansardhelm und original barock eisenbeschlagene Türblätter. Das Kapelleninnere zeigt sich als kreisförmiger überkuppelter Raum mit seichten nischenartigen Ausweitungen mit einem zweischichtigen Wandaufbau mit Blendbögen über dem Gebälk und Pilastern, vom Kuppelring leicht überschnitten.
Die Wandmalereien zeigen in der Kuppel einen kreuztragenden Engel und Engel mit den Leidenswerkzeugen vom Maler und Restaurator Weigand 1885 wiederhergestellt, die übrige Malerei ist original von Matthias Gusner mit Evangelistensymbolen über dem Gebälk, in der seichten Altarnische im Westen ein Himmelsprospekt mit der Ansicht der Stadt Jerusalem.
Die Einrichtung beinhaltet einen Hochaltar als flaches Retabel mit Volutenauszug vom Anfang des 18. Jahrhunderts. In der ursprünglich für ein Altarblatt vorgesehenen rundbogigen Öffnung steht eine plastische Gruppe Kreuzigung mit Maria Magdalena von Lukas Troger. Es gibt weiters Kopien der Statuen von Lukas Troger mit Adam, Eva, Johannes Nepomuk und Johannes der Täufer, die Originale befinden sich im Museum.
Der Hauptkapelle ist östlich eine Hufeisentreppe vorgelagert. In der Futtermauer ist eine pfeilergerahmte übergiebelte Rundbogennische mit der Statue Auferstandener Christus (Kopie) flankiert von den Statuen der Heiligen Xaver und Ignatius. Am Vorplatz und auf der Treppe stehen die Statuen der Heiligen Franziskus de Paula, Paulus Eremitus, Leopold und Florian, Abraham, Isaak. Am Fuß der Treppe stehen zwei symmetrisch angeordnete Kreuzwegstationen.
Das ehemalige Einsiedlerhaus am südlichen Rand des kleinen Platzes am Kopf der Treppe ist ein kleiner eingeschoßiger Bau unter einem Satteldach mit einem dreieckigen Zwerchgiebel von 1671.